# Opération Portugal
Série
Opération Portugal 2 : La Vie de château
(2024)
Pour plus de détails, voir Fiche technique et Distribution.
Opération Portugal est une comédie française réalisée par Frank Cimière et sortie en 2021.
Une suite, intitulée Opération Portugal 2 : La Vie de château, sort en 2024 au cinéma.

## Synopsis
Hakim, 35 ans, est un policier maladroit et gaffeur d'origine marocaine. Il vit chez son envahissante mère lorsqu'il est contraint par Interpol d'infiltrer la communauté portugaise pour enquêter sur un trafic de drogue. Il doit apprendre très rapidement à se comporter comme un Portugais, à en adopter l'accent et à en connaître la culture. Sosie de Joaquim — un cousin de Julia, patronne d'une entreprise du bâtiment —, il est chargé de se substituer au vrai Joaquim, arrêté par la police à son arrivée en France, pour prendre en main un chantier et découvrir où la famille portugaise cache la drogue.

## Fiche technique
- Titre original : Opération Portugal
- Réalisation : Frank Cimière
- Scénario : Frank Cimière et D'Jal
- Directeur de la photographie : Matthieu-David Cournot
- Producteur : Marc Missonnier
  - Coproducteur : Taha Ben Mrad, Frank Cimière et D'jal
  - Producteur exécutif : Christine de Jekel
- Société de production : Moana Films et Coupains Productions
- SOFICA : SG Image 2019
- Société de distribution : Sony Pictures Releasing France
- Budget : 1,2 million d'euros
- Pays de production :  France
- Langue originale : français
- Format : couleur
- Genre : comédie policière
- Durée : 90 minutes
- Dates de sortie :
  - France : 23 juin 2021

## Distribution
- D'jal : Hakim / Joaquim
- Sarah Perles : Julia
- Farida Ouchani : Aïcha, la mère d'Hakim
- Pierre Azéma : le commissaire
- Antonia de Rendinger : le colonel Faillancier
- Carmen Santos : Avó Lena
- Éric Da Costa : Fernando
- José Da Silva : Claude
- Serge Da Silva : Carlos
- Frédéric Chau : le docteur Truong
- Bruno Sanches : l'agent Gonçalves
- Vincent Moscato : l'agent Chabin
- Arnaud Maillard : l'agent Chaumard
- Franck Migeon : le prêtre
- Mohamed Bounouara : Wahid
- Mouss Zouheiry : Mohamed
- Franck Cimière : le coiffeur
- Anthony Vigouroux: Sbire